# Данилов, Юрий Никифорович
Ю́рий (Георгий) Ники́форович Дани́лов (13 [25] августа 1866, Киев — 3 февраля 1937, Булонь-Бийанкур) — русский военный деятель, генерал от инфантерии (1914).
Имел в русской армии прозвище Дани́лов-чёрный, чтобы отличать его от сослуживцев — генералов Данилова-рыжего и Данилова-белого.

## Биография
Родился в дворянской семье 13 августа (25 августа по новому стилю) 1866 года.

### Образование
Окончил Владимирский Киевский кадетский корпус (1883) и Михайловское артиллерийское училище (1886), откуда выпущен был подпоручиком в 27-ю артиллерийскую бригаду, квартировавшую в Вильно.

### Военная служба
В 1892 году окончил Николаевскую академию Генерального штаба по 1-му разряду.
В 1892 — штабс-капитан, состоял при Киевском военном округе. В 1894—1898 годах — помощник старшего адъютанта штаба Киевского военного округа. Занимался вопросами мобилизации. Так, в конце 1895 года Данилов участвовал в работе особых комиссий по поверке подготовительных мобилизационных работ гражданских учреждений и их готовности к проведению самой мобилизации. По итогам этой работы Даниловым совместно с капитаном Писаревским было опубликовано пособие по службе мобилизации.
В 1896—1897 годах Данилов командовал ротой в 129-м пехотном Бессарабском полку. В 1898—1903 — помощник делопроизводителя канцелярии комитета по мобилизации войск. Подполковник (1899). Полковник (1903). В 1903—1904 — штаб-офицер Генерального штаба при Главном штабе. В 1904—1905 — начальник оперативного отделения Главного штаба. В 1905—1906 — начальник отделения Главного управления Генерального штаба. В 1906 — помощник первого обер-квартирмейстера Главного управления Генерального штаба.
В том же 1906 году командовал батальоном в лейб-гвардии Финляндском полку. В 1906—1908 — командир 166-го пехотного Ровненского полка в Киеве.
В 1908—1909 — обер-квартирмейстер Главного управления Генерального штаба. Генерал-майор (1909). В 1909—1914 — генерал-квартирмейстер Главного управления Генерального штаба. С 1910, одновременно, председатель Крепостной комиссии при Главном управлении Генерального штаба. Генерал-лейтенант (1913).

### Первая мировая война

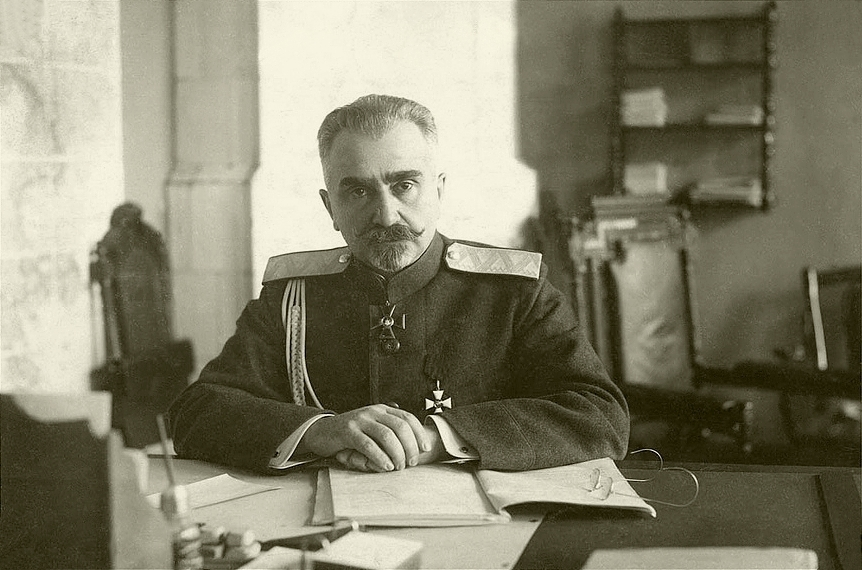
Генерал от инфантерии Ю. Н. Данилов

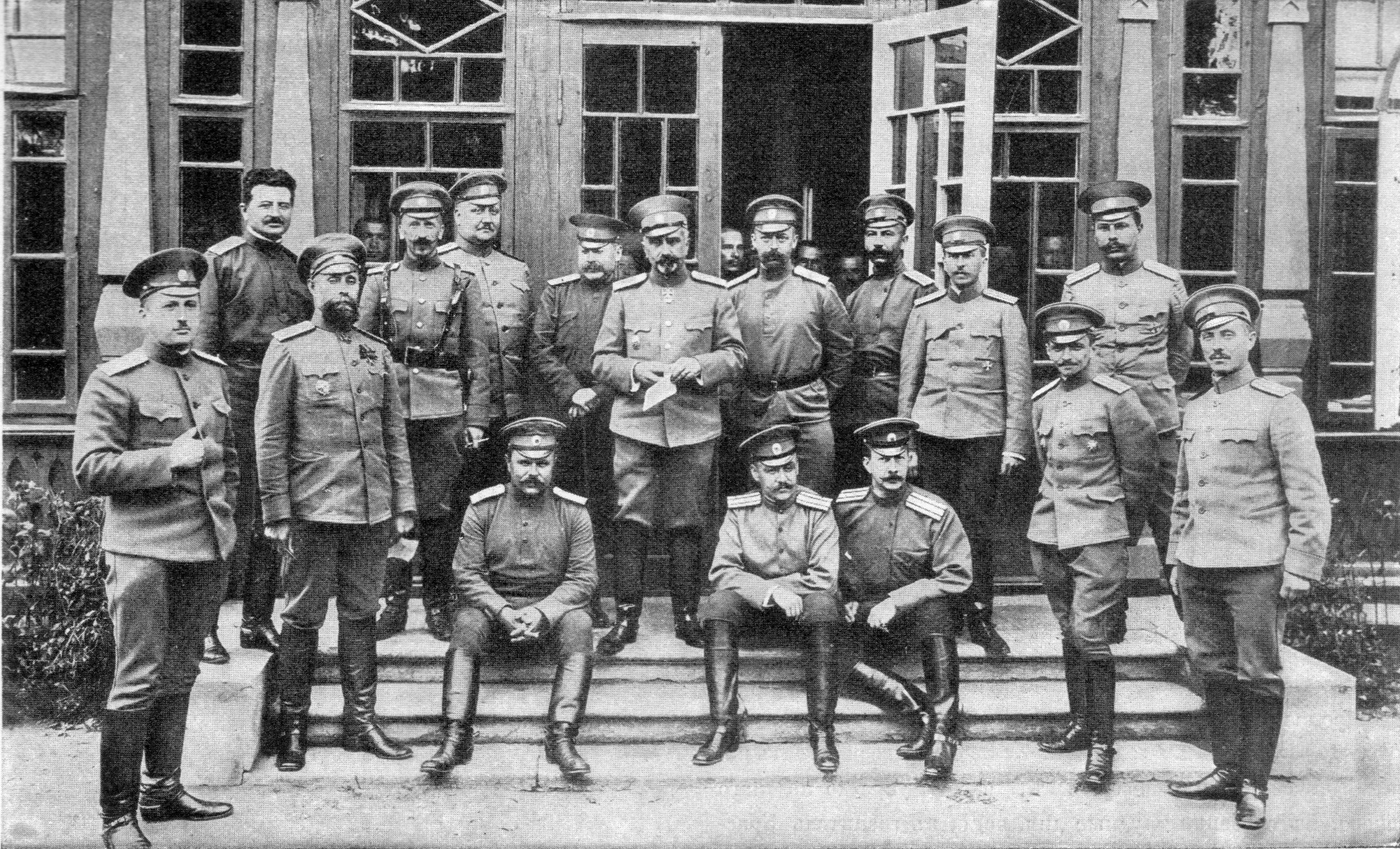
Ставка Верховного Главнокомандующего, генерал-квартирмейстер, генерал от инфантерии Ю. Н. Данилов и чины его управления. Фото 1914 год. Источник: журнал «Летопись войны», выпуск № 13

В 1914, после начала Первой мировой войны, был назначен генерал-квартирмейстером штаба Верховного главнокомандующего великого князя Николая Николаевича, и являлся третьим по статусу человеком в командовании вооруженными силами. Однако, по свидетельствам очевидцев, и великий князь, и начальник штаба генерал Янушкевич, были только формальными руководителями, и верховное руководство войсками выполнял Данилов. За отличия в Галицийской битве был награждён орденом святого Георгия 4-й степени. Генерал от инфантерии (1914). В 1915, после перевода великого князя Николая Николаевича на должность наместника Кавказа, был вынужден покинуть свою должность в Ставке.
В 1915—1916 — командир 25-го армейского корпуса. В 1916—1917 — исполняющий должность начальника штаба Северного фронта (при командующем генерале Николае Владимировиче Рузском). В этом качестве присутствовал при отречении от престола императора Николая II.
В 1917 — командующий 5-й армией. Наладил отношения с армейским комитетом, пытался укрепить дисциплину, однако его меры в условиях развала армии не привели к успеху. Армия участвовала в Летнем наступлении 1917 г. Летом 1917 наступление его армии завершилось неудачей: войска после взятия первой линии неприятельских окопов отказались продолжать наступление и вернулись в свои окопы.  С сентября 1917 находился в резерве чинов при штабе Петроградского военного округа.

### Служба в Красной и Белой армиях
В 1918 служил в Красной армии, возглавлял группу военных экспертов при советской делегации на переговорах с центральными державами в Брест-Литовске. По его инициативе эксперты направили на имя главы советской делегации Г. Я. Сокольникова записку с аргументами против заключения Брестского мира, которая не была принята во внимание. В марте 1918 входил в состав Комиссии военных специалистов (военспец) по выработке плана преобразования военного центра для реорганизации вооружённых сил, однако этот план не был утверждён Советом народных комиссаров.
25 марта 1918 вышел в отставку. Уехал на Украину, затем перешёл в расположение Добровольческой армии. Осенью 1920 занимал пост помощника начальника Военного управления Русской армии в Крыму.

### В эмиграции
Эмигрировал в Константинополь, затем жил в Париже. Автор военно-исторических трудов, посвящённых участию русской армии в Первой мировой войне (особенно ценно его исследование о первом этапе войны, вышедшее в Берлине в 1924). Биограф великого князя Николая Николаевича.
Автор книги «На пути к крушению. Очерки последнего периода российской монархии» .

## Семья
- Жена —  Анна Николаевна (урождённая — Фролова), дочь полковника Николая Александровича Фролова, сына декабриста А. Ф. Фролова[3]. 
  - Сын — Михаил (род. 13.5.1897)[3],
  - Сын — Сергей (род. 25.8.1898)[3].
    - Внук — Николас (Николай Сергеевич) Данилофф, журналист[4]

## Оценки современников

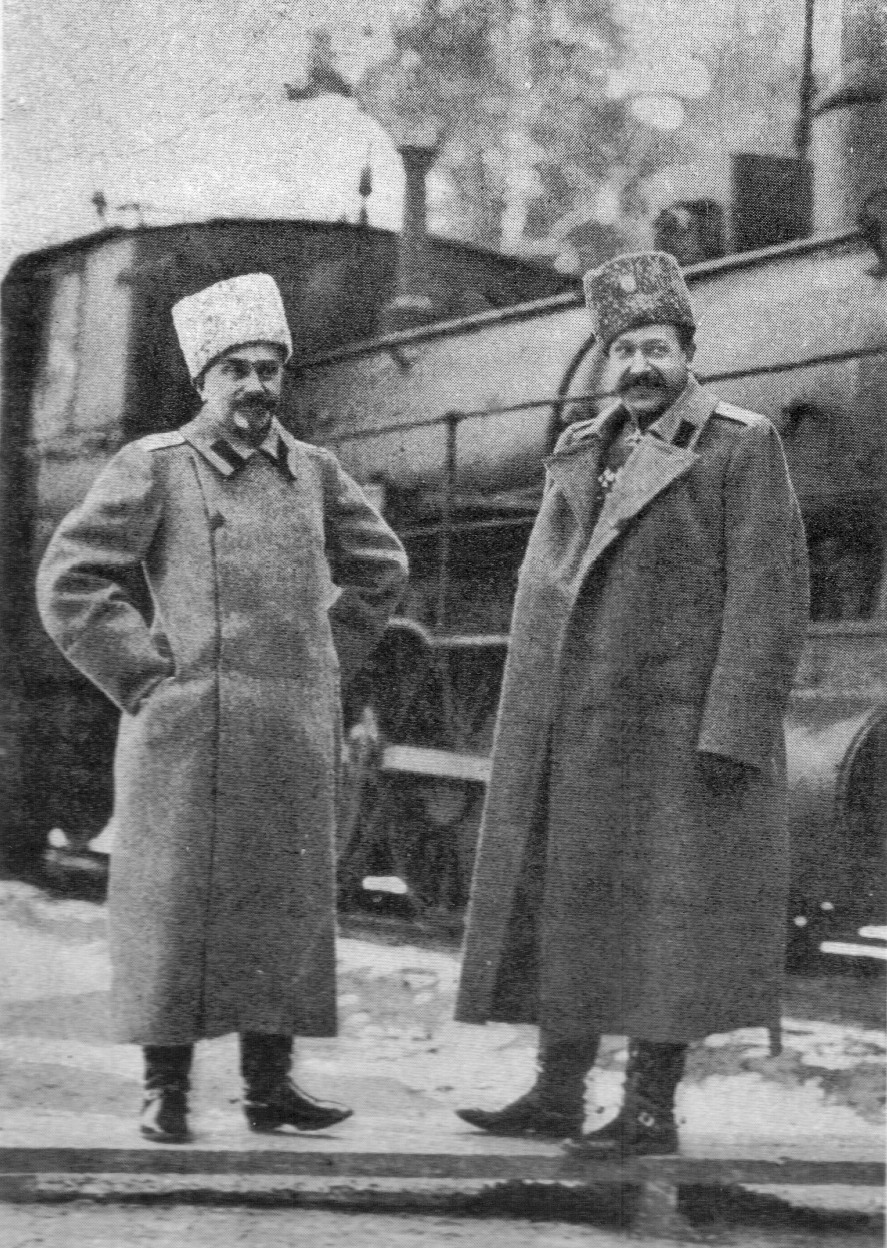
Ставка Верховного Главнокомандующего, 1915 год. Генерал-квартирмейстер, генерал от инфантерии Ю. Н. Данилов и начальник штаба Верховного Главнокомандующего генерал от инфантерии Н. Н. Янушкевич. Источник: журнал «Летопись войны», выпуск № 32

Генерал Юрий Данилов играл ключевую роль в планировании военных операций в русской армии в 1914—1915 в условиях, когда начальник штаба верховного главнокомандующего генерал Николай Николаевич Янушкевич не имел стратегического опыта. Его деятельность на посту генерал-квартирмейстера вызывала критические отзывы. Так, генерал А. А. Брусилов называл в своих воспоминаниях Данилова «человеком узким и упрямым» и продолжал: 

Его доклады, несомненно, влияли в значительной степени на стратегические соображения верховного главнокомандующего, и нельзя не признать, что мы иногда действовали в некоторых отношениях наобум и рискованно разбрасывались — не в соответствии с теми силами, которыми мы располагали.

Протопресвитер (глава военного духовенства) Георгий Шавельский дал такую характеристику Данилова: 

Честный, усидчивый, чрезвычайно трудолюбивый, он, однако, — думается мне, — был лишен того «огонька», который знаменует печать особого Божьего избрания. Это был весьма серьёзный работник, но могущий быть полезным и, может быть, даже трудно заменимым на вторых ролях, где требуется собирание подготовленного материала, разработка уже готовой, данной идеи. Но вести огромную армию он не мог, идти за ним всей армии было не безопасно. Я любил ген. Данилова за многие хорошие качества его души, но он всегда представлялся мне тяжкодумом, без «орлиного» полета мысли, в известном отношении — узким, иногда наивным… Большое упрямство, большая, чем нужно, уверенность в себе, при недостаточной общительности с людьми и неуменье выбрать и использовать талантливых помощников, дополняли уже отмеченные особенности духовного склада ген. Данилова.

Генерал П. К. Кондзеровский, занимавший должность дежурного генерала при Верховном главнокомандующем, писал, что 

генерал-квартирмейстер сразу занял в нашем Штабе более возвышенное положение, чем ему полагалось. Этому в значительной степени способствовали и свойства характера Ю. Н. Данилова, человека крайне властного, самолюбивого, с очень большим о себе мнением. Я считал его безусловно умным человеком, но иногда, в дни успехов на фронте, он изображал из себя чуть ли не гения, великого полководца, и это было уже слишком.

## Награды
- Святого Станислава 3-й степени (1895)
- Святой Анны 3-й степени (1898)
- Святого Станислава 2-й степени (1901)
- Святого Владимира 4-й степени (1905)
- Святого Владимира 3-й степени (1908; 21.01.1909)
- Святого Станислава 1-й степени (12.04.1911)
- Святой Анны 1-й степени (06.04.1914)
- Святого Георгия 4-й степени (ВП 23.09.1914)

«За труды по разработке и приведению в исполнение предуказанных свыше мероприятий, коими были обеспечены успешные действия наших вооружённых сил».— Приказ по штабу Верховного главнокомандующего № 35 от 14 октября 1914 года.

## Труды
- Пособие местным учреждениям министерства внутренних дел для составления мобилизационных соображений и для выполнения их в случае мобилизации армии. 2-е изд. Киев, 1898. (Совм. с Писаревским).
- Россия в мировой войне 1914—1915 гг. — Берлин, 1924.
  - Немецкое издание: Russland im Weltkriege, 1914—1915. Jena. 1925.
  - Французское издание: La Russie dans la guerre mondiale (1914—1917). Traduction française d’Alexandre Kaznakov. Payot. 1927.
  - Испанское издание: Rusia en la guerra mundial, 1914—1918. Circulo Militar. Biblioteca del Oficial, Vol. CXVII, CXXIV. Buenos Aires.
- [ldn-knigi.lib.ru/R/Danilov_Nik2.zip Мои воспоминания об императоре Николае II и великом князе Михаиле Александровиче.] — Архив Русской Революции. XIX. Берлин, 1928.
- Русские отряды на французском и македонском фронтах. 1916—1918. — Париж, 1933.
- Великий князь Николай Николаевич. — Париж, 1930;
  - Переиздание: Жуковский-Москва, 2006.
  - Немецкое издание: Großfürst Nikolai Nikolajewitsch. Sein Leben Und Wirken. Berlin. 1930.
- На пути к крушению. — М., Военное издательство, 1992. (Книга написана в 1926, напечатана по рукописи, переданной потомком Ю. Н. Данилова Николаем Даниловым в ЦГВИА в 1985 году.)[5]